# Гіпнагогічний поп
Гіпнагогічний поп (скорочено h-pop) — це напрямок поп та психоделічної музики, що виник у другій половині 2000-х років, коли американські музиканти жанрів lo-fi та noise почали використовувати ретро- естетику із власного дитинства (переважно 1980-х), наприклад, радіо-рок, поп-музику нової хвилі, легкий рок, музику з відеоігор, синті-поп та R&B, задля досягнення ефекту ностальгії. Записи поширювалися на касетах або в Інтернет-блогах і, як правило, відзначалися використанням застарілого аналогового обладнання та DIY експериментами.
Назву жанру придумав журналіст Девід Кінан у випуску The Wire за серпень 2009 року, щоб позначити тенденцію, що розвивається, яку він охарактеризував як «поп-музика, переломлена крізь пам’ять спогаду». Термін відсилає до поняття гіпнагогії — проміжним станом між неспанням і сном. Назва жанру використовувалась як синонім з «chillwave» або «glo-fi» та привернула увагу критиків завдяки таким виконавцям, як Аріель Пінк і Джеймс Ферраро. Музику по-різному описували як оновлення психоделії 21-го століття, повторне присвоєння перенасиченої медіа капіталістичної культури та «американського кузена» британської хантології.
Одним з нащадків гіпнагогічного попу є vaporwave, з яким його іноді плутають.